# Måns Lönnroth
Nils Magnus Måns Lönnroth, ursprungligen Nils Magnus Lönnroth, född 18 augusti 1941 i Solna församling i Stockholms län, är en svensk miljöpolitiker och direktör.
Måns Lönnroth är son till arkitekten Nils Lönnroth och Inga Mari Hansson. Han har varit miljöansvarig vid svenska ambassaden i Bonn, statssekreterare i Miljödepartementet och VD för miljöforskningsstiftelsen Mistra. Numera är han politiskt verksam för Socialdemokraterna i Stockholm som ledamot av miljö- och hälsoskyddsnämnden samt Stiftelsen Stockholm Water Foundation. Han är författare till en rad publikationer. 
Lönnroth var gift första gången 1966–1993 och andra gången sedan 1995 med Magdalena Hiort af Ornäs (född 1941), som är dotter till journalisten Brita Hiort af Ornäs.